# Panorpa leucoptera
Panorpa leucoptera är en näbbsländeart som först beskrevs av Philip Reese Uhler 1858.  Panorpa leucoptera ingår i släktet Panorpa och familjen skorpionsländor. Inga underarter finns listade i Catalogue of Life.